# Diofantisk ligning
En diofantisk ligning er en ligning, hvor der kun accepteres hele tal (1,2,3,4,...) som løsninger og navnet refererer til Diofant af Alexandria en græsk matematiker.

## Eksempler
I de følgende diofantiske ligninger er w, x, y og z de ubekendte. De andre bogstaver er givne konstanter:
| ax + by = c       | Dette er en lineær diofantisk ligning. |
| w3 + x3 = y3 + z3 | Den mindste ikke-trivielle løsning er 123 + 13 = 93 + 103 = 1729. Der er uendelig mange ikke trivielle løsninger.                                                                      |
| xn + yn = zn      | For n = 2 er der uendelig mange løsninger (x, y, z): de pythagoræiske talsæt. For større heltallige værdier af n eksisterer der ingen heltallige løsninger - se Fermats sidste sætning |

| Matematik | Spire Denne artikel om matematik er en spire som bør udbygges. Du er velkommen til at hjælpe Wikipedia ved at udvide den. |